# Йоганн Вільгельм фон Фюрстенберг
Йоганн Вільгельм фон Фюрстенберг (*Johann Wilhelm von Fürstenberg, 1500—1568) — 45-й магістр Лівонського ордену в 1557—1559 роках.

## Життєпис
Походив з нейгемської (лицарської) гілки вестфальського баронського роду Фюрстенбергів. Молодший син Вільгельма фон Фюрстенберга, дроста (очільника округу) Нейгема, та Софії фон віттен. Народився 1500 року в Нейгемі (в графстві Арнсберг, Північна Вестфалія). Близько 1510 року Йогана Вільгельма було відправлено до Лівонії.
У 1523 році призначається шенком (на кшталт крайчого) в місті Ашераден. У 1524 році стає комтуром Ашерадена. У 1535 році отримує посаду комтура Динабургу. на цій посаді відповідав за прикордонні стосунки з великим князівством Литовським. Обіймав посаду до 1554 року.
1554 року призначається комтуром Фелліна. Невдовзі фактично поділив з маршалом Каспаром фон Мюнстером владу в Ордену при старому магістрі Генріхі фон Галені. При цьому Фюрстенберг стає прихильником союзу з Данією, а Мюнстер — з Польщею. У 1556 року домігся для себе посади коад'ютора (наступника) на посаді магістра Лівонського ордену. Це призвело до відкрито конфлікту з Каспаром фон Мюнстером. Коли в тому ж році з'явилася загроза перетворення Ризького архієпископства на світську державу, Йоганн Вільгельм фон Фюрстенберг прибув до Риги з військом і захопив архієпископа Вільгельма в полон. Втім, під тиском з боку Великого князівства Литовського він був змушений відступити. Крім того, наказ залишити Ригу надійшов в 1557 році від імператора Священної Римської імперії Фердинанда I на рейхстазі в Регенсбурзі.
У 1557 році після смерті фон Галена стає новим очільником Лівонського ордену. Невдовзі уклав Позвольський договір з польським королем і великим князем литовським Сигізмундом II Августом. Це було розцінено царем Іваном IV як порушення лівонсько-московського договору 1554 року. Разом з тим Йоганн Вільгельм фон Фюрстенберг відкинув зазіхання московського царя Івана IV Грозного на Нарву. При цьому Фюрстенберг погодився виплатити юр'ївську данину, але зібрав лише половину (30 тис. лівонських марок).
В результаті 1558 року московські війська вдерлися до Лівонії. Спроба магістра організувати оборону виявилася марною. Він звернувся по допомогу до Швеції, Данії, Священної Римської імперії та Великого князівства Литовського. У травні того ж року московити здобули Дерпт, в липні — Нарву, Ревель було взято в облогу. також було захоплено 20 фортець. Лівонці відбили Везенберг і низку невеликих фортець та навіть здійснили рейд на територію Московського царства, але Дерпт і Нарва лишалися під московською владою.
Фюрстенберг призначив своїм коад'ютором Готтгарда Кеттлера, з якими доволі швидко увійшов у протиріччя стосовно зовнішньої політики. Магістр стояв за союз з Данією, а Кеттлер — Польщею і Литвою. 18 вересня Фюрстенберг уклавдоговір з данським королем Крістіаном III, за яким останній обіцяв посередництво у перемовинах з Московським царством задля укладання мирного договору. також Данія обіцяла фінансову допомогу — 25 тис. талерів одночасно, 15 тис. талерів щомісячно, якщо посередництво виявиться невдалим. Натомість магістр Ордену обіцяв  передати королю Гаррін і Вірланд (частини Північної Естляндії)
В січні 1559 року Фюрстенберг зазнав поразки при Тирзені. Тому вимушений був погодитися на нові данські умови, запропоновані королем Фредеріком II — уся Данська Естляндія і місто  Феллін. Натомість  Фюрстенберг вирішив зберегти за собою це важливе місто, пообіцявши Данії місто Нарву. Разом з цим данські посланці Клаус Урне і Петер Білле домовилися про перемир'я між Москвою і Орденом до 1 листопада 1559 року. 
В свою чергу його суперникові Кетлеру вдалося тимчасово стабілізувати військову ситуацію. В результаті провідна роль в політиці Ордена перейшла до нього. Через територіальні поступки і перехід ордена під протекторат вдалося укласти союз з Сигізмундом II Августом, а також Швецією. Того ж року Фюрстенберг на ландтазі в Вендені був змушений відректися від посади магістра на користь Кеттлера, проте зберіг вплив в Лівонському ордені.
У квітні 1560 року Йоганн Вільгельм фон Фюрстенберг знову став очільником феллінського комтурства. Невдовзі Феллін опинився в облозі московського війська. Фюрстенберг тримався 2 тижні. Зрештою здався, потрапивши у полон. Його було відправлено до міста Любим. Фюрстенберг відкинув пропозицію московського царя стати герцогом Лівонії. Помер у 1568 року, оскільки після цього Орден більше не звертався до Москви про звільнення Фюрстенберга.